# Анна Цибулєва
Цибульова Ганна (також Цибулєва; народилася 12 серпня 1990, м. Харків) — українська класична піаністка, переможниця Лідського міжнародного конкурсу піаністів у 2015 році, що живе і виступає за кордоном.

## Раннє життя та навчання
А.Цибульова народилася в 1990 році. Її мати Світлана Цибульова — музикант та мистецтвознавць, а батько — радіофізик. Родина Цибульових переїхала в місто Нижній Архиз в Карачаєво-Черкесії Російської Федерації.
Вона грала на фортепіано з шести років, спочатку вчила її мати. Крім того, деякий час вчилась грати на скрипці. А.Цибульова спочатку навчалася в музичній школі Шостаковича у місті Волгодонськ в 2000—2003 роках, а потім у Московській Центральній музичній школі (2003—2009 роки).
У 2009 році А.Цибульова вступила до Московської консерваторії на клас професора Людмили Рощіної, який закінчила в 2014 році. Потім навчалася в аспірантурі, а також у Базельській музичній академії (клас Клаудіо Мартінес-Мехнер) у Швейцарії. Її викладачі — Олена Воробйова, Людмила Рощіна та іспанська піаністка Клаудіо Мартінес-Мехнер.

## Кар'єра і нагороди
А.Цибульова перемогла на деяких російських музичних конкурсах, в тому числі на Російському національному конкурсі піаністів у Ростові (2001), Міжнародному конкурсі піаністів у Мурманську (2002) та Міжнародному конкурсі піаністів імені Насєдкіна в Ярославлі. Крім того, вона перемогла на Міжнародному конкурсі піаністів імені Зайлера в Кітцінгені в Німеччині (2003) та Міжнародному конкурсі піаністів в італійському місті Рагуза (2011).
В 2012 році А.Цибульова стала переможницею Міжнародного конкурсу піаністів імені Еміля Гілельса в Одесі, а також стала четвертою на Міжнародному конкурсі піаністів Хамамацу в Японії. Також в 2015 році вона перемогла на Лідському міжнародному конкурсі піаністів у Великій Британії. Вона стала лише другою жінкою, якій вдалось перемогти на цьому британському конкурсі.
А.Цибульова виступала по всьому світу з оркестрами, включаючи Токійський симфонічний оркестр, Королівський філармонічний оркестр і Галле, а також із Акакдемічним симфонічним оркестром Санкт-Петербурзької філармонії.

## Оцінка творчості
Британський диригент Марк Елдер, назвав А.Цибульову «справді достойним переможцем» Лідського конкурсу. 
Музичний критик Гардіан Ендрю Клементс вважає, що її "успіх, безсумнівно, підняв її рейтинг, але він і розкритикував її виступ з твором Йоганеса Брамса «Фортепіанний концерт № 2», написавши, що «під час гри, вона часто здавалася нездатною бачити загальну форму роботи і її роль в зосередженні на головному, а не на деталях, було видно кожної миті».
Коментатор Бі-бі-сі Радіо 3 Люсі Пархем високо оцінила її «зрілість, елегантність та комунікативне читання цієї надзвичайно складної роботи».
Мюррей Маклахлан, написавши рецензію у міжнародному журналі «Піаніно», назвав її «народним виконавцем» з «незаперечними якостями художника». Він також зазначив, що в її виконанні концерту Брамса «мабуть, не вистачало солідності», але додав: «немає сумнівів, що вона насолоджувалася кожною хвилиною. Ця робота брала за душу і виконувалася енергійно з бравурним спілкуванням серця та рук». Маклахлан також високо оцінив «її дивовижні, вишукані звуки» при виконанні Прелюдій Клода Дебюссі.
Коментуючи концерт 2016 року, британський піаніст Пітер Донохоу, назвав А. Цибульову «одним з найкращих молодих музикантів свого покоління». Він прокоментував її «безпомилкове відчуття дихання і простору і відчуття темпо-відповідністі у зв'язку з її підходом до звуку і фрази» і хвалив за «уяву і цілісність» її інтерпретації «Етюдів» Роберта Шумана та 10 п'єс для фортепіано Op.12 Сергія Прокоф'єва.